# Tom Malchow
Thomas Andrew Malchow, detto Tom (Saint Paul, 18 agosto 1976), è un ex nuotatore statunitense.
Specializzato nella farfalla, ha vinto una medaglia d'argento ad Atlanta 1996 e una d'oro a Sydney 2000, nei 200 m farfalla.
Nel 2014 è diventato uno dei Membri dell'International Swimming Hall of Fame.

## Palmarès
- Olimpiadi

Atlanta 1996: argento nei 200m farfalla.
Sydney 2000: oro nei 200m farfalla.
- Mondiali

Perth 1998: bronzo nei 200m farfalla.
Fukuoka 2001: argento nei 200m farfalla.
Barcellona 2003: bronzo nei 200m farfalla.
- Giochi PanPacifici

Fukuoka 1997: oro nella 4x200m sl e argento nei 200m farfalla.
Sydney 1999: oro nei 200m farfalla e argento nella 4x200m sl.
Yokohama 2002: oro nei 200m farfalla.
- Giochi panamericani

Mar del Plata 1995: argento nei 200m farfalla.
- Universiadi

Fukuoka 1995: oro nei 200m farfalla.